# Marek Papszun
Marek Papszun (Varsóvia, 8 de agosto de 1974) é um treinador de futebol polonês.

## Carreira em clubes
Sem experiência como jogador profissional (só defendeu equipes amadoras de seu país), Papszun iniciou a carreira de treinador nas categorias de base do Polfa Tarchomin, e em 2006 assumiu seu primeiro clube profissional, o Ząbkovia Ząbki. e também comandaria o Białoleka Varsóvia (clube amador da capital polonesa).
Treinou ainda GKP Targówek, KS Łomianki, Legionovia Legionowo (2 passagens) e Świt Nowy Dwór Mazowiecki. Em abril de 2016, assumiu o comando técnico do Raków Częstochowa, substituindo Przemysław Cecherz. Durante a passagem de Papszun, os Medaliki obtiveram 3 acessos seguidosref>«"Nie lubi miękkich faj", "nie umiałbym być tak bezwzględny". Sylwetka Marka Papszuna». weszlo.com</ref>, chegando a receber proposta do Legia, um dos principais times do país. Seu primeiro título de expressão foi a Copa da Polônia de 2020–21, quando o Raków venceu o Arka Gdynia por 2 a 1, e garantindo a classificação para a primeira edição da Liga Conferência Europa da UEFA, em 2021–22. Papszun foi eleito o melhor técnico da temporada após levar o Raków ao vice-campeonato, tendo ainda conquistado o bicampeonato da Copa nacional após derrotar o Lech Poznań por 3 a 1 e também venceu a Supercopa da Polônia pela segunda vez, derrotando o mesmo Lech por 2 a 0.
Em 2023, após conquistar o inédito título da Ekstraklasa, Papszun anunciou sua despedida do Raków após 281 partidas em 7 temporadas.
Após os resultados decepcionantes do Raków Częstochowa na temporada 2023–24 sob Dawid Szwarga, o clube decidiu procurar outro treinador. Em 21 de maio de 2024, quatro dias antes da última partida da Ekstraklasa, foi anunciado que Papszun assumiria a equipa no início da temporada 2024–25. O treinador assinou um contrato de dois anos, com a possibilidade de sair em situações estritamente definidas.

## Títulos
KS Łomianki
- Klasa okręgowa: 2010–11

Legionovia Legionowo
- II liga: 2012–13

Raków Częstochowa
- Ekstraklasa: 2022–23
- Copa da Polônia: 2020–21,[2] 2021–22[5]
- Supercopa da Polônia: 2021, 2022
- I liga: 2018–19
- II liga: 2016–17

### Individuais
- Treinador polonês do ano: 2020,[10] 2021,[11] 2022[12]
- Treinador da temporada da Ekstraklasa: 2020–21]],[3] 2022–23[13]
- Treinador da temporada da I liga: 2017–18, 2018–19
- Treinador da temporada da II liga Manager: 2012–13, 2016–17
- Treinador da temporada da Klasa okręgowa: 2010–11